# Гилл, Теодор
Теодор Николас Гилл (англ. Theodore Nicholas Gill; 21 марта 1837, Нью-Йорк — 25 сентября 1914, Кенсингтон) — американский териолог, ихтиолог, малаколог.
Член Национальной академии наук США (1873).

## Биография
Родившийся и получивший образование в Нью-Йорке у частных репетиторов, Гилл рано проявил интерес к естествознанию. В 1863 году он поступает на службу в Смитсоновский институт. Он каталогизировал млекопитающих, рыб и моллюсков. Он работал библиотекарем в Смитсоновской библиотеке, а также помощником библиотекаря в Библиотеке Конгресса.
Гилл стал профессором зоологии в Университете имени Джорджа Вашингтона. Он был президентом Американской ассоциации содействия развитию науки в 1897 году.

## Публикации
- Catalogue of the fishes of the eastern coast of North America, from Greenland to Georgia. Philadelphia 1861.
- Material for a bibliography of North American mammals. Washington 1877.
- Günther’s literature and morphography of fishes. Forest and Stream, New York 1881.
- Scientific and popular views of nature contrasted. Judd & Detweiler, Washington 1882.
- Addresses in memory of Edward Drinker Cope. Philadelphia 1897.
- A remarkable genus of fishes, the umbras. Smithsonian, Washington 1904.
- Angler fishes. 1909.
- Notes on the structure and habits of the wolffishes. Washington 1911.